# Drzewiecki-Abwurfkragen

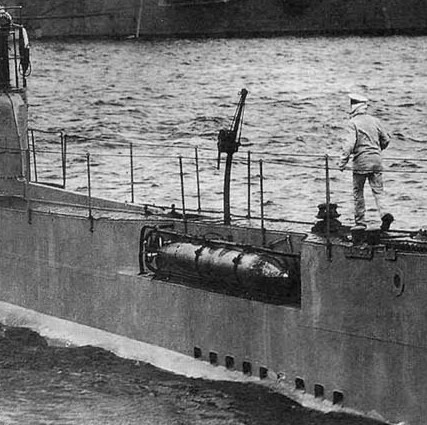
Ein Drzewiecki-Abwurfkragen am russischen U-Boot Akula

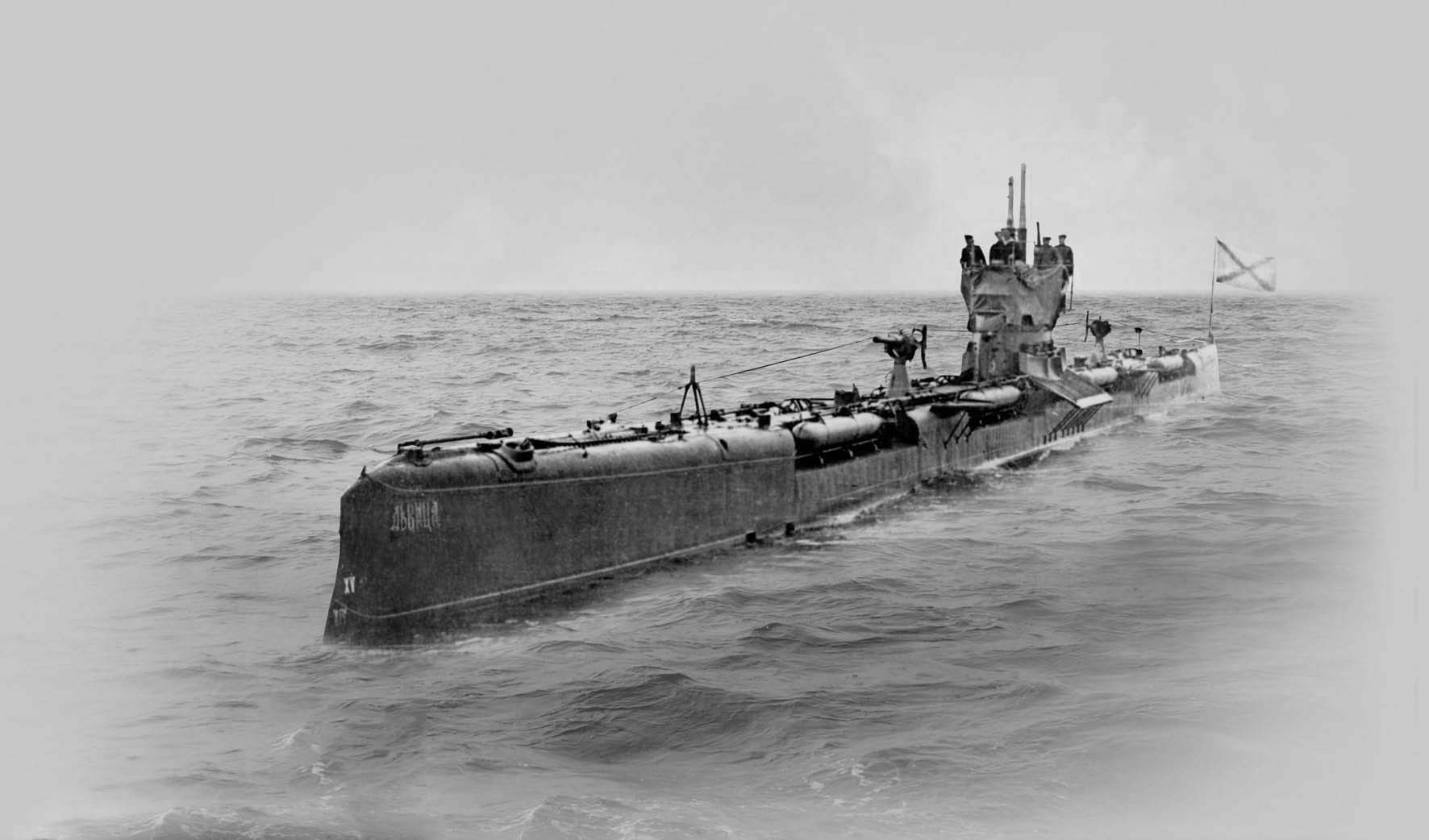
Das russische U-Boot Lvitsa mit insgesamt acht Drzewiecki-Abwurfkragen

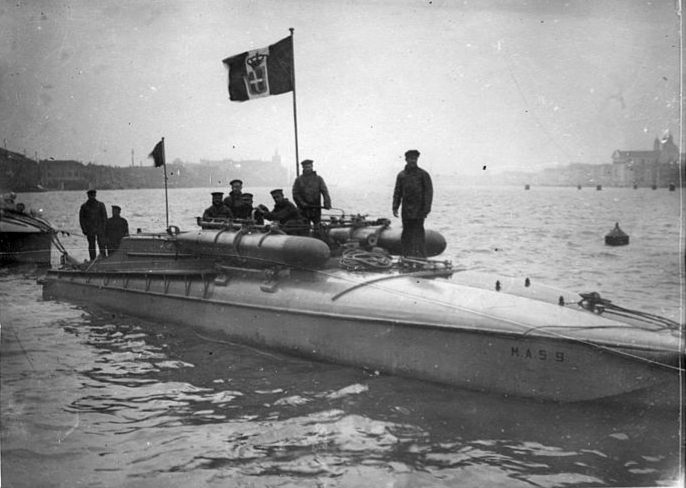
Das italienische Motortorpedoboot MAS 9, das 1917 an der Versenkung der SMS Wien beteiligt war

Der Drzewiecki-Abwurfkragen (polnisch Wyrzutnia Drzewieckiego = Drzewiecki-Abschussvorrichtung) war eine Abschussvorrichtung für Torpedos, die ohne Torpedorohr die Ausrichtung auf ein Ziel ermöglichte.

## Geschichte
Die Weiterentwicklung von Torpedos, die sich Ende des 19. Jahrhunderts unter anderem bei der Whitehead-Werft intensivierte, wurde von Erfindungen zum zielgerichteten Einsatz von Torpedos begleitet. Eine dieser Entwicklungen ist der Drzewiecki-Abwurfkragen. Die Vorrichtung wurde von dem polnischen Ingenieur und Erfinder Stefan Drzewiecki für die Kaiserlich Russische Marine entwickelt. Am 1. Juni 1892 meldete er auf seine Erfindung in Frankreich ein Patent an. In den folgenden drei Jahren beantragte er auch hierauf in England, Deutschland, Italien, Österreich-Ungarn und den Vereinigten Staaten ein Patent.

## Beschreibung
Der Drzewiecki-Abwurfkragen kam bei russischen U-Booten oder Torpedobooten zum Einsatz, aber auch die französische Marine Nationale und italienische Regia Marina verwendeten dieses System. Die Vorrichtung wurde auf dem Rumpf oder am oberen Rumpf in einer seitlichen Nische installiert und bestand aus einem Metallkäfig, in dem der Torpedo fixiert war. Am hinteren Ende war der Käfig mit einem Scharnier am Schiff befestigt. Vor dem Auslösen musste der Abschusswinkel eingestellt werden. Nach dem Abschuss löste sich die vordere Halterung und der Käfig schwenkte zur Seite. Sobald der voreingestellte Winkel erreicht war, wurde der Torpedo entriegelt und der Torpedomotor startete.
Der Vorteil des Drzewiecki-Abwurfkragen war, dass er viel leichter als ein Torpedorohr aus Bronze war. Da er außen am Rumpf angebracht war, war er zudem platzsparender. Außerdem musste kein Torpedoausstoßrohr geflutet werden. Bei den Torpedorohren kam es wegen Undichtigkeiten an den wasserdichten Klappen oder aufgrund von Fehlbedienung oftmals zu Wassereintritt. Beim Ausstoßen der Torpedos mit Druckluft aus dem Torpedorohr stiegen immer verräterischen Luftblasen auf, auch dies gab es bei dem Drzewiecki-Abwurfkragen nicht. Allerdings konnten im untergetauchten Zustand die Torpedos nicht gewartet werden. Auch ein Nachladen war nicht möglich, weshalb manche Boote mit bis zu acht Abwurfkragen ausgerüstet wurden. Ein weiteres Problem war besonders für die russische Marine, dass im eisigen Wasser der Mechanismus und auch die Torpedos vereisten und somit unbrauchbar wurden.
Da die Torpedos damals nicht gesteuert werden konnten und man sogenannte „Geradeausläufer“ verwendete, musste das U-Boot so gedreht werden, dass das Torpedorohr in Schussrichtung zeigte. Bei dem Drzewiecki-Abwurfkragen brauchte nur der entsprechende Winkel eingestellt werden. Trotzdem war es schwierig ein Ziel zu treffen, da die Winkeleinstellung zu ungenau war und die Torpedos ohne Gyroskop durch äußere Einflüsse leicht vom Kurs abkamen. Dennoch gelang es dem italienischen Motortorpedoboot MAS 15, das mit zwei Abwurfkragen ausgerüstet war, am 10. Juni 1918 die Szent István, ein Schlachtschiff der k.u.k Kriegsmarine, aus 600 m Entfernung mit beiden Torpedos zu treffen und zu versenken.